# 岸

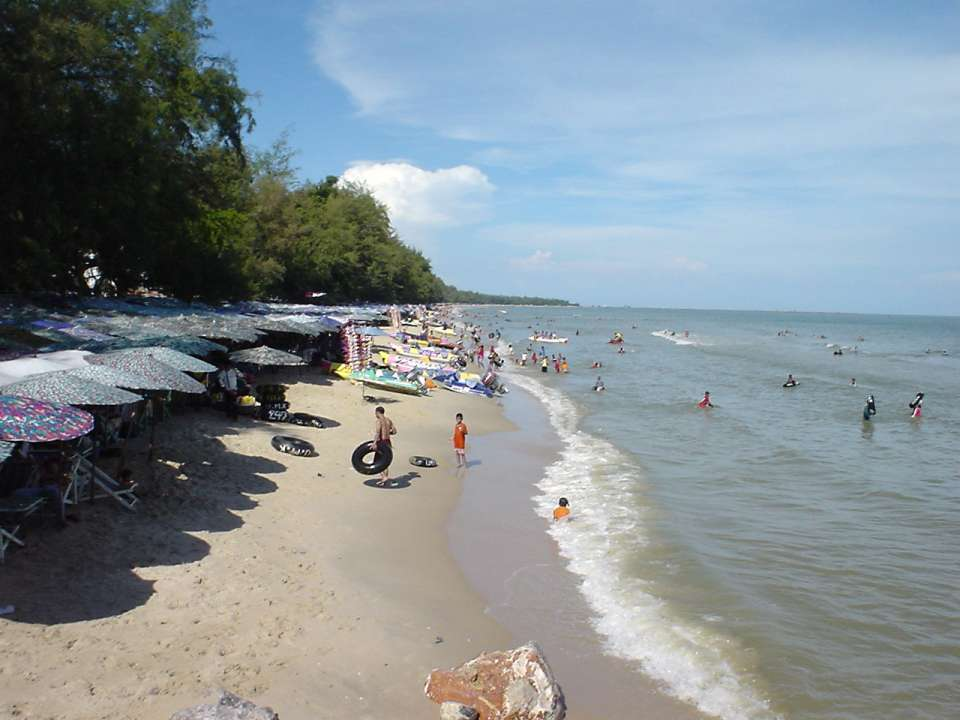
一處位於泰國碧差汶里的海岸

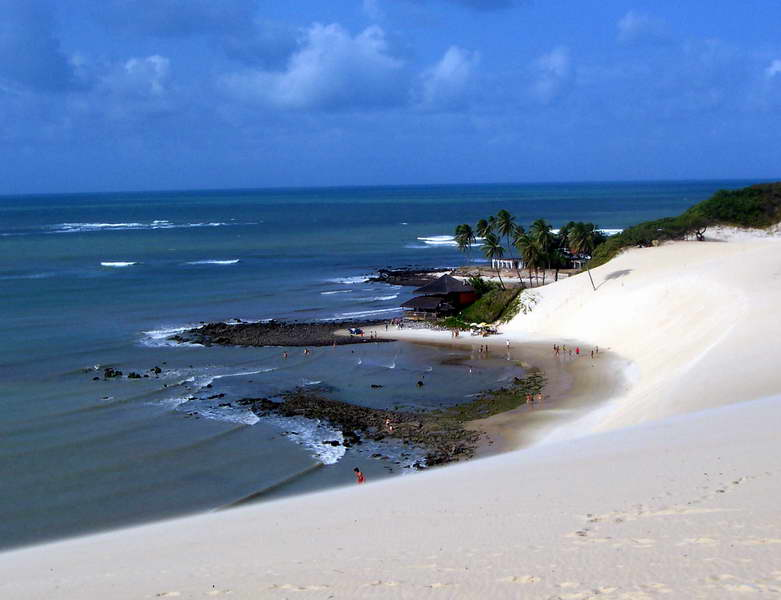
一處位於大西洋的巴西東海岸

岸（又稱濱），分為海岸、湖岸及河岸，是在水面和陆地接触处，经波浪、潮汐、海流等作用下形成的滨水地带，其中有眾多沉積物堆積而形成的岸稱為灘。

## 海水作用

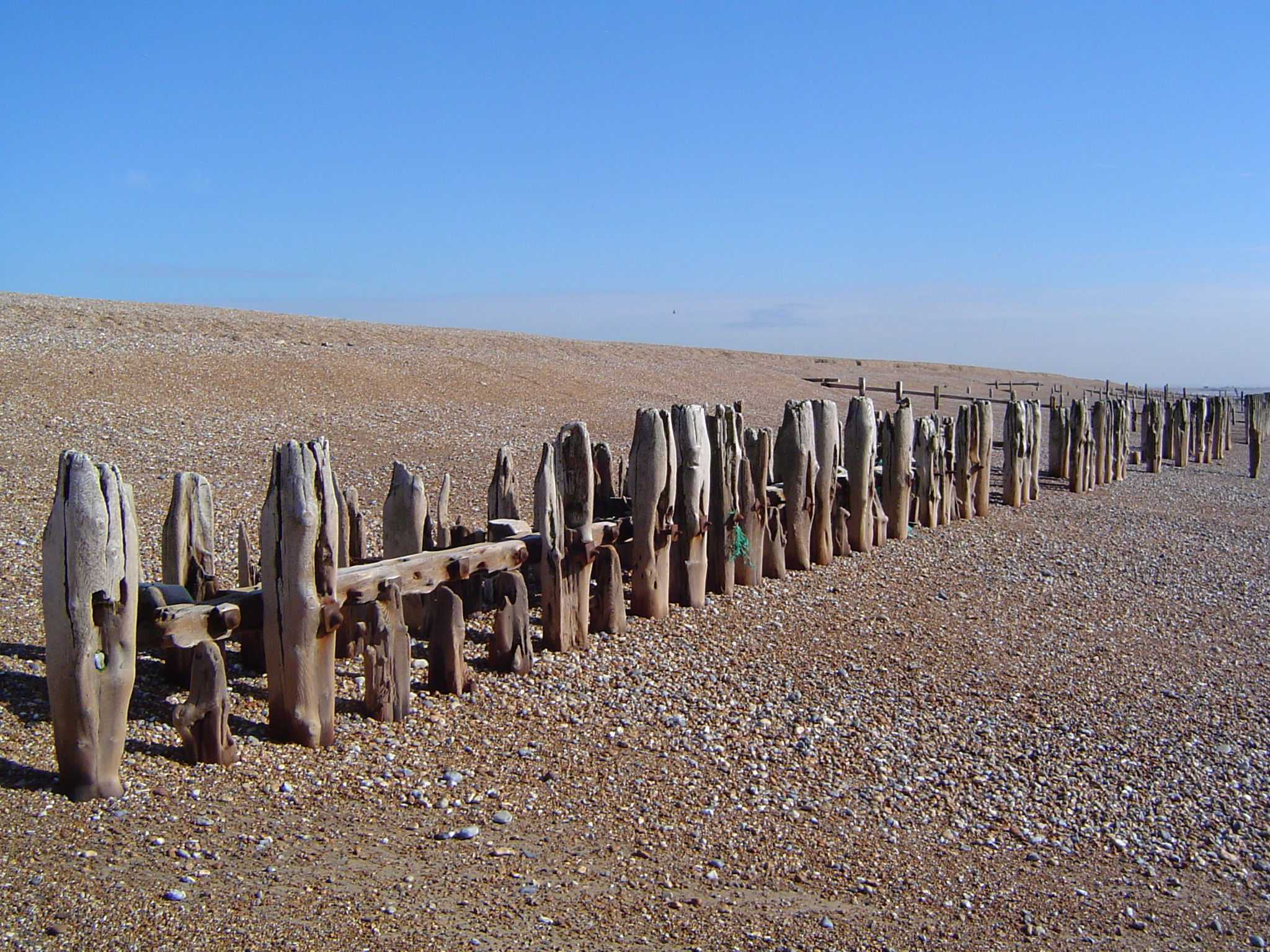
英国南海岸温奇尔西的防波设施

- 波浪，經常造成侵蝕
- 海流，經常造成堆積
- 潮汐

## 海岸類型

### 依構成物質區分
可分為岩岸與沙岸。沙岸海岸線平直而水淺。岩岸海岸線曲折而水深，較適合作港口。

### 依海面和陸地之相對高度區分
可分為沉水海岸與離水海岸。
- 沉水海岸為原本的陸地沉入海中形成，像原先的山谷形成的谷灣，原先的冰河峽谷形成的峽灣等等。
- 離水海岸為原本的海中地形從海中升起。

### 華倫亭海岸分類
1. 海岸分類的目的是以簡單的指標，將複雜多變的海岸地形初步分類，以幫助掌握世界上海岸地形的概況。華倫亭分類是諸多海岸分類法中的一種。
2. 華倫亭（H. Valentin）依海岸所受的侵蝕、堆積、沉水及離水四種作用。
3. 其相互間消長所成的進夷（progradation）、退夷（retrogradation）及定止（stationary ）三種現象作圖解分類，分法簡明。

#### 進夷海岸
- 離水侵蝕進夷（離水＞侵蝕）
- 離水堆積進夷（離水＞堆積）
- 離水堆積進夷（離水＝堆積）
- 離水堆積進夷（離水＜堆積）
- 沉水堆積進夷（沉水＜堆積）

#### 退夷海岸
- 沉水堆積退夷（沉水＞堆積）
- 沉水侵蝕退夷（沉水＞侵蝕）
- 沉水侵蝕退夷（沉水＝侵蝕）
- 沉水侵蝕退夷（沉水＜侵蝕）
- 離水侵蝕退夷（侵蝕＞離水）

#### 定止海岸
- 離水侵蝕定止（離水＝侵蝕）
- 沉水堆積定止（堆積＝沉水）

## 海岸微地貌

### 依形成營力區分

#### 海蝕地形
有海蝕柱、海蝕崖、海蝕平台、海蝕門、海蝕洞等等。

#### 海積地形
- 海灘，海水搬運沙堆積於海岸形成。依沙粗細分成礫灘和沙灘（沙粒徑大於兩公釐為礫灘）。
- 沙洲，海水搬運沙堆積於海中形成的露出水面的陸地。

## 填海地型
- 填海為人類於沿海地點，根據地形所進行的人為填海工程。

### 人造海港
- 將海岸規劃為船舶進出停置所規劃的人造海港工程。

### 人造海堤
- 些許海岸地勢過低，評估地形許可規劃為防止海水倒灌所進行的人造海堤工程。
- 人造海堤可提供防止海水倒灌和並為人造觀海的景點。

## 外部連結
- （英文）UK Coast Guide （页面存档备份，存于）
- （英文）Preserving the coasts